# Жига Єлар
Жига Єлар (словен. Žiga Jelar) —  словенський стрибун  трампліна, чемпіон світу.
Чемпіоном світу Єлар  став у складі словенської команди в командних змаганнях на великому трампліні на  світовій першості 2023 року, що проходила у словенській Планиці.